# Eptic
Майкл Белла (нід. Michaël Bella, нар. 9 квітня 1993), відомий під псевдонімом Eptic, — бельгійський діджей і продюсер. Найбільш відомий своїм мініальбомом Overlord, який досяг 22 позиції в чарті Billboard Top Dance/Electronic Albums.
Eptic розпочав кар'єру діджея у 19 років. Він отримав популярність у дабстеп-сцені після випуску його мініальбому Like a Boss, випущений під лейблом Never Say Die Records у 2012 році. Відтоді він співпрацював з такими артистами, як Habstrakt, DJ Snake, Valentino Khan, Jauz та Dillon Francis.

## Дискографія

### Альбоми
| Назва                | Деталі альбому                                     |
| -------------------- | -------------------------------------------------- |
| The End of the World | - Випущено: 15 квітня 2022 - Лейбл: Overlord Music |

### Мініальбоми
| Назва                                                                            | Деталі альбому                                               | Пікові позиції у чартах |
| Назва                                                                            | Деталі альбому                                               | US Dance                |
| -------------------------------------------------------------------------------- | ------------------------------------------------------------ | ----------------------- |
| Eptic                                                                            | - Випущено: 24 жовтня 2011 - Лейбл: Chronos Records          | —                       |
| Like a Boss                                                                      | - Випущено: 1 травня 2012 - Лейбл: Never Say Die Records     | —                       |
| Slime City                                                                       | - Випущено: 6 серпня 2012 - Лейбл: Never Say Die Records     | —                       |
| Mastermind                                                                       | - Випущено: 6 травня 2013 - Лейбл: Never Say Die Records     | —                       |
| Doom                                                                             | - Випущено: 18 листопада 2013 - Лейбл: Never Say Die Records | —                       |
| The End                                                                          | - Випущено: 27 жовтня 2014 - Лейбл: Never Say Die Records    | —                       |
| Immortal                                                                         | - Випущено: 7 липня 2015 - Лейбл: Never Say Die Records      | —                       |
| Overlord                                                                         | - Випущено: 24 червня 2016 - Лейбл: Never Say Die Records    | 22                      |
| Anti-Human                                                                       | - Випущено: 22 червня 2018 - Лейбл: Never Say Die Records    | —                       |
| Flesh & Blood                                                                    | - Випущено: 19 вересня 2019 - Позначка: Monstercat           | —                       |
| «—» релізи, що не потрапили у чарти або не були випущені у відповідних регіонах. |                                                              |                         |

### Сінгли
| Назва                             | Рік  | Альбом                 |
| --------------------------------- | ---- | ---------------------- |
| «Brainstorm»                      | 2014 | Сингл без альбому      |
| «On the Block» (з Habstrakt)      | 2015 |                        |
| «Get Down» (з Jauz)               | 2016 |                        |
| «Swords & Dragons»                | 2016 | Overlord               |
| «Eat My Dust»                     | 2017 | Сингл без альбому      |
| «Let It Go» (з Dillon Francis)    | 2019 | Flesh & Blood          |
| «Power»                           | 2019 | Flesh & Blood          |
| «Propane»                         | 2020 | Сингли поза альбомом   |
| «Stop Pretending»                 | 2021 | Сингли поза альбомом   |
| «Shadow People»                   | 2021 | Сингли поза альбомом   |
| «Payback»                         | 2021 | Сингли поза альбомом   |
| «Hitta» (з Marshmello та Juicy J) | 2021 | Shockwave (Marshmello) |

### Інші пісні в чартах
| Назва                  | Рік  | Пікові позиції у чартах |
| Назва                  | Рік  | US Dance                |
| ---------------------- | ---- | ----------------------- |
| SouthSide (з DJ Snake) | 2019 | 40                      |